# Anthony Eve
Anthony Eve (geboren in County Down, Nordirland, im 20. Jahrhundert) ist ein nordirischer Filmkomponist und Musikproduzent.

## Leben
Anthony Eve studierte am Berklee College of Music mit einem Diplom als Abschluss und am Liverpool Institute for Performing Arts, wo er 2018 sein Studium mit dem akademischen Grad eines BA Hons Music beendete.
2017 komponierte er noch während seines Studiums die Filmmusik für den Kurzfilm Greener pastures von Alexandria Doyle, die zu dieser Zeit Filmregie an der London Met Film School studierte. Kameramann war Thomas McNaught (* 1993). Eve schrieb die Filmmusik zu dem Debütfilm Roy von Tom Berkeley und Ross White, der auf mehreren Kurzfilmfestivals ausgezeichnet wurde. Für den zweiten Kurzfilm der beiden Regisseure, An Irish Goodbye, der u. a. 2023 für einen Oscar nominiert wurde, komponierte er ebenfalls die Filmmusik.

## Filmografie (Auswahl)
- 2019: Danny and the Wild Bunch, Animations-Kurzfilm von Robert Rugan
- 2019: Haven, Kurzfilm von Raven Angeline Whisnant
- 2019: Jupiter Moon
- 2021: Roy, Kurzfilm von Tom Berkeley und Ross White
- 2021: Hope Street, Fernsehserie (20 Episoden)
- 2021: An Irish Goodbye, Kurzfilm von Tom Berkeley und Ross White